# 新塔萊加
新塔萊加是哥倫比亞的城鎮，位於該國北部，由玻利瓦省負責管轄，距離首府卡塔赫納257公里，始建於1840年，面積261平方公里，海拔高度6米，2005年人口10,973。
9°18′25″N 74°34′07″W / 9.30694°N 74.5686°W